# Aérodrome de Stag Lane
L'Aérodrome de Stag Lane est un ancien aérodrome britannique, actif de 1915 à 1933, dans la ville de Edgware. Il a hébergé, de 1920 à 1932, l'usine principale du constructeur De Havilland Aircraft Company.

## Origine
La naissance de l'aérodrome est due à l'initiative d'une entreprise nommée London & Provincial Aviation Company, qui crée l'aérodrome comme école de pilotage, elle opérait précédemment de Hendon, un autre aérodrome situé à proximité. Le non-renouvellement de sa license conduit à l'arrêt des activités de l'entreprise en 1919, laissant le site vacant. 

## de Havilland
En 1920, le pionnier de l'aviation Geoffrey de Havilland décide créer une nouvelle entreprise, après la faillite de la société Airco au sein de laquelle il avait conçu plusieurs avions pendant la première guerre mondiale. Il choisit alors le site de Stag Lane, où la construction d'avions se développe au cours des années 20, puis au début des années 1930. C'est aussi à Stag Lane que son produit les moteurs de la compagnie (la famille Gipsy. Cependant l'usine devient assez rapidement exigüe, et, les environs s'urbanisant rapidement, son expansion est impossible. De Havilland décide alors de déménager la construction d'avion dans un nouveau site à Hafield, ce qui est effectif en 1934. La production de moteurs, elle, reste à Stag Lane, tout comme la production d'hélices.